# Divisie Nr. 6 (Newfoundland en Labrador)
Divisie Nr. 6 (Engels: Division No. 6) is een censusdivisie in Newfoundland en Labrador, de oostelijkste provincie van Canada. Het door Statistics Canada afgebakende gebied komt overeen met het centrale gedeelte van het eiland Newfoundland.
De grootste gemeente in de divisie is Grand Falls-Windsor, met daarnaast ook Gander als grote plaats.

## Demografie

### Bevolkingsomvang
De volkstelling van 1951 was de eerste sinds de toetreding van Newfoundland tot de Canadese Confederatie. Divisie Nr. 6 telde toen zo'n 28.000 inwoners. De censusdivisie kende in de jaren erna een gestage groei en piekte net onder de 43.000 inwoners in 1976. Daarna begon een geleidelijke daling waardoor Divisie Nr. 6 in 2001 niet veel meer dan 36.000 inwoners meer had. Sindsdien is de demografische situatie relatief stabiel gebleven.
- Bron: Statistics Canada (1951–1986[1], 1991–1996[2], 2001–2006[3], 2011–2016[4], 2021[5])

### Taal
In 2021 had 98,4% van de inwoners van Divisie Nr. 6 het Engels als (al dan niet gedeelde) moedertaal; 99,9% onder hen was die taal machtig. Hoewel slechts 175 mensen (0,5%) het Frans als (al dan niet gedeelde) moedertaal hadden, waren er 1.645 mensen die die andere Canadese landstaal konden spreken (4,5%). Na het Engels en Frans was in 2021 de meest gekende taal het Punjabi met 130 sprekers (0,4%). Er was niemand die Nederlands kon spreken.

### Inheemse bevolking
Bij de volkstelling van 2016 gaven 2.360 inwoners (6,3%) van Divisie Nr. 6 aan dat ze een inheemse identiteit hebben. Bijna driekwart onder hen behoort tot de First Nations met daarnaast nog 310 Métis, 180 Inuit en 200 mensen die hun inheemse identiteit niet verder specificeerden of een gemengde inheemse identiteit hadden. Op een twintigtal sprekers van het Inuktitut na was niemand onder hen een inheemse taal machtig.

## Plaatsen
Divisie Nr. 6 telt twaalf gemeenten die volgens de volkstelling van 2021 tezamen 36.113 inwoners telden, oftewel bijna 97% van het inwonertotaal. De overige inwoners woonden in gemeentevrij gebied, onder andere in de drie local service districts. Er waren echter ook enkele honderden mensen die in een van de zeven LSD-loze plaatsen of between communities (tussen twee plaatsen in) woonden en aldus geen enkele vorm van lokaal bestuur genoten.
| - Appleton - Badger - Bishop's Falls - Botwood - Buchans - Gander - Glenwood - Grand Falls-Windsor - Millertown - Norris Arm - Northern Arm - Peterview | - Benton - Buchans Junction - Norris Arm North - Badger Lake - Bishop's Falls South - Notre Dame Junction - Red Cliff - Grenfell Heights Extension - Sandy Point - Wooddale |